# Kevin Foster (baseball)
Pour les articles homonymes, voir Foster et Kevin Foster.
Kevin Foster (né le 13 janvier 1969 à Evanston, Illinois et mort le 11 octobre 2008 à Oklahoma City, Oklahoma) était un joueur américain de baseball. Ce lanceur droitier a évolué dans la Ligue majeure de baseball pour les Phillies de Philadelphie en 1993, les Cubs de Chicago de 1994 à 1998 et les Rangers du Texas en 2001.

## Carrière
Kevin Foster est repêché par les Expos de Montréal au 29e tour de sélection en 1987. Alors qu'il évolue en ligues mineures, les Expos le transfèrent le 20 novembre 1992, avec le lanceur droitier Dave Wainhouse, aux Mariners de Seattle contre le joueur de champ intérieur Frank Bolick. Foster fait ses débuts dans le baseball majeur le 12 septembre 1993 avec les Phillies de Philadelphie, qui l'obtiennent de Seattle le 12 juin précédent en échange du lanceur droitier Bob Ayrault. Foster ne joue que deux parties en fin de saison 1993 pour Philadelphie, l'une comme lanceur partant et l'autre comme lanceur de relève. Le 12 avril 1994, les Phillies l'échangent aux Cubs de Chicago contre le lanceur droitier Shawn Boskie.
Foster passe la majorité de sa carrière avec les Cubs de Chicago, pour qui il est principalement lanceur partant de 1994 à 1997. Il fait bien à sa première année avec une moyenne de points mérités de 2,89 en 81 manches lancées lors de 13 départs et remporte la première de ses __ victoires dans les majeures le 19 juin 1994 sur les Padres de San Diego. En 30 matchs joués, dont 28 départs et deux apparitions en relève, lors de la saison 1995, il affiche des sommets personnels de 12 victoires et 146 retraits sur des prises et maintient une moyenne de points mérités de 4,51 en 167 manches et deux tiers lancées. 
En 1997, il effectue 25 départs et ajoute une présence en relève, remporte 10 victoires contre 7 défaites et remet une moyenne de 4,61 points mérités accordés par partie. Le 4 avril 1997, il accorde à Michael Tucker, des Braves, le premier coup de circuit jamais frappé au Turner Field d'Atlanta,. Le 16 juin 1997, Foster est le lanceur gagnant du premier match interligue entre les deux clubs de Chicago, les Cubs de la Ligue nationale et les White Sox de la Ligue américaine et du premier duel entre les deux équipes depuis la Série mondiale de 1906.
Des blessures au bras minent le reste de sa carrière, Foster ne lance que trois manches et un tiers comme releveur en 1998 pour les Cubs, rate l'entière saison 1999 et joue 2000 en ligues mineures avec un club-école des Red Sox de Boston, pour ensuite revenir pour 9 parties chez les Rangers du Texas en 2001. En 100 matchs dans le baseball majeur, dont 83 comme lanceur partant, le droitier compte 32 victoires pour 30 défaites. Sa moyenne de points mérités en carrière s'élève à 4,86 en 509 manches et deux tiers lancées. Il a réussi deux matchs complets et 417 retraits sur des prises. Après avoir brièvement joué pour un club-école des Reds de Cincinnati en 2002, il évolue dans le baseball indépendant jusqu'en 2004.
Kevin Foster meurt à Oklahoma City le 11 octobre 2008 après avoir combattu durant 6 mois un cancer du rein.